# إيزولابيلا (ايطاليا)
ايزولابيلا؛ هي بلده (بلدية) تقع في مدينة تورينو الحضرية في منطقة ايطاليا البيدمونت، وتقع على مسافة حوالي ٢٥ كيلومترا اي ١٦ ميل جنوب شرق تورينو.
تقع ايزولابيلا على حدود البلديات الاتيه فيلانفودستي و بورينو و فاليفنرا وتشلارنقو.